# Майяпан
Майяпа́н — постклассический город майя в северо-западной части полуострова Юкатан в Центральной Америке, в 40 км к юго-востоку от Мериды. Поселения на территории городища прослеживаются с классической эпохи, а полностью оставлено жителями оно оказалось в XVI в. Расцвет Майяпана приходится на XIII — 1-ю пол. XV вв., когда город являлся центром крупной политии (в историографической традиции известной как Майяпанская Лига), охватывавшей значительную часть Юкатанского полуострова.

## Этимология
Полные древние названия города Ичпаа-Майяпан (юк. Ichpaa Mayapan и Tankah Mayapan) представляют собой двуязычные майя-науатльские конструкции (букв. «Внутри крепости Майяпан» и «В центре селения Майяпан»). Этимология «знамя майя», встречающаяся у Диего де Ланды, ошибочна, и в действительности Mayapan (букв. «В [месте] майя») — распространенный науатльский топоним на -pan.

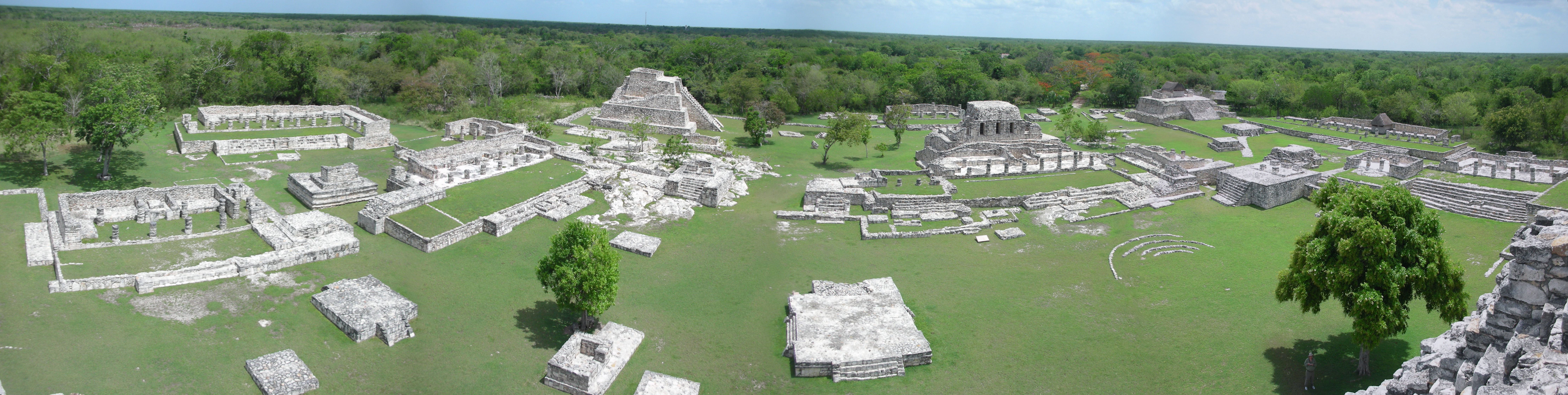
Вид на центр Майяпана с Храма Кукулькана

## История
По одной традиции (в хрониках, записанных в XVI в. в «Книгах Чилам-Балам») Майяпан впервые упомянут в конце XII — начале XIII вв. в связи с тем, что Хунак Кеель, служивший у правителя Ах-Меш-Кука, был брошен в колодец в качестве жертвы, спасся и сам занял трон. Затем он возглавил восстание против Чичен-Ицы, захватил и разрушил её. В отместку потомки жителей Чичен-Ицы через несколько десятилетий захватили Майяпан. Согласно другой традиции (в «Сообщении о делах в Юкатане» Диего де Ланды), Майяпан был основан мифическим правителем Кукульканом. Между 1263 и 1283 гг. к власти в Майяпане при помощи наёмников, говоривших на науаских языках, пришла династия Коком. Государство Кокомов контролировало всю территорию Северного Юкатана. Опора на чужеземных наёмников вызвала недовольство подвластных правителей, прежде всего династии Шиу из Ушмаля. В 1441 г. Ах-Шупан Тутуль-Шиу поднял восстание, захватил Майяпан и истребил правящий дом, за исключением одного из сыновей правителя, который в это время возглавлял торговую экспедицию на территорию Гондураса. Спасшийся царевич основал новое царство со столицей в Сутутха (совр. Сотута), просуществовавшее до испанского завоевания.
Правители Майяпана из династии Кокомов носили науаский титул котекпан («находящийся во дворце»), их небесным покровителем считался Кукулькан-Кетцалькоатль, культ которого стал обязательным для подчиненных земель. Зависимые правители постоянно жили в столице или имели там своих управляющих — кальваков. Верховный жрец Майяпана носил титул ах-май («тот, кто от даров»).
Руины Майяпана были открыты Дж. Л. Стефенсом и английским художником Ф. Казервудом в 1841 г. Стефенс первым отождествил их с городом, упомянутым у Ланды и в других испанских источниках XVI—XVII вв. Научные исследования ведутся с 1930-х гг. Работы Института Карнеги в Майяпане в 1951-55 при участии ряда ведущих специалистов (в том числе Г. Поллока, Дж. Брэйнерда и Т. Проскуряковой) положили начало комплексному исследованию городов майя, включая изучение церемониальной зоны, жилых кварталов и др. Раскопки возобновлены в начале 1990-х гг., с 1996 г. — мексиканской экспедицией Карлоса Пераса, с 2001 — в рамках проекта по изучению экономики Майяпана (Университет штата Нью-Йорк в Олбани и Национальный институт антропологии и истории).

## Архитектура

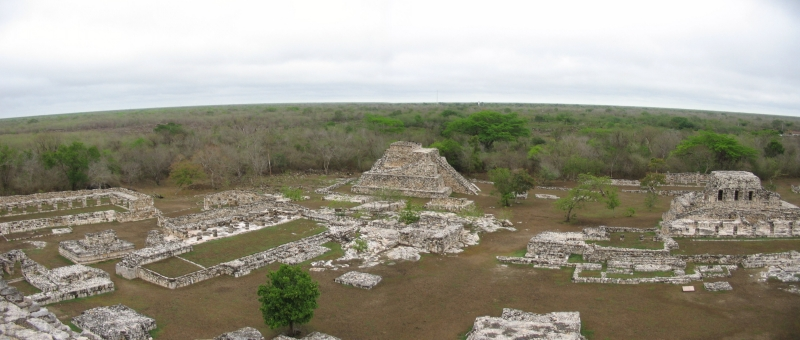
Вид на центр Майяпана с Храма Кукулькана

Город был окружён каменной стеной длиной около 9 км с 7 большими крытыми воротами и 5 проходами; включал около 4000 построек (по современным оценкам до 20 тыс. чел.), образующих усадьбы, окружённые каменными заборами; несколько усадеб имели общий забор и разделялись улочками. Дома простых горожан были на каменном фундаменте, состояли из 2 комнат; усадьбы знати (известно более 50) включали каменную постройку с колоннами и деревянной крышей (под её полом встречаются погребения), 1-комнатное святилище с колоннадой, алтарь в центре двора. Ядро Майяпана располагалось в западной части города, включало пирамиды и залы с колоннадами на платформах, там же, на краю сенота (карстового колодца), находилось главное здание — Храм Кукулькана, округлая в плане ступенчатая пирамида; её нижние уровни украшены штуковыми изображениями божеств смерти с оружием в руках. Стены некоторых зданий покрыты росписями в стиле Миштека-Пуэбла. В залах с колоннадами встречается много церемониальной керамики (в основном фигурные антропо- и зооморфные курильницы) и нет погребений. Предполагают, что это описанные Ландой мужские дома, по другой версии, это жилища для паломников или административные здания, связанные с городами, подчинёнными Майяпану. Зал Q151 украшен каменными масками бога дождя Чака в стиле Пуук. Была возрождена традиция майя классического периода воздвигать стелы с иероглифическими надписями, в том числе известны 3 стелы, приуроченные к окончанию 20-летних календарных периодов (1244, 1283, 1441).

## Торговля
Майяпан был важным торговым центром, поддерживавшим контакты с побережьем Мексиканского залива и территориями в Центральной Мексике. Среди моногочисленных импортных изделий — керамика, обсидиан (месторождения Иштепек в горной Гватемале — 95 %; Пачука в Центральной Мексике — 5 %), медные бубенчики и др. Изучались керамические мастерские (изготовление фигурных курильниц типа Чен-Муль и др.), мастерские по обработка кремня и обсидиана. С местным производством связаны керамические антропоморфные фигуры высотой около 1 м, каменные колонны в виде змей и др.